# Torebka ostatnia

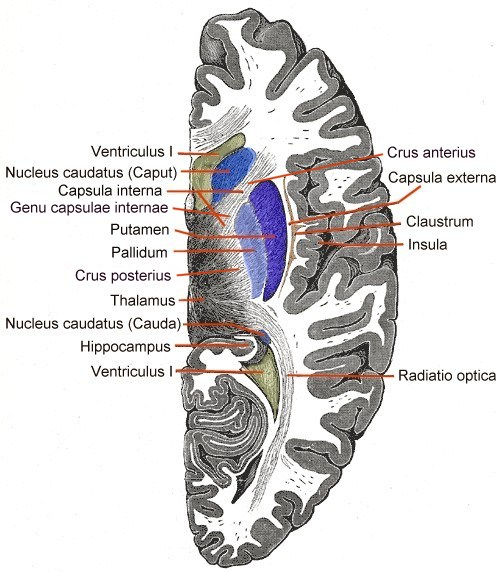
Przekrój poprzeczny prawej półkuli mózgu. Torebka ostatnia widoczna bocznie od claustrum oraz przyśrodkowo od insula.

Torebka ostatnia (łac. capsula extrema) – cienka warstwa istoty białej w obrębie kresomózgowia. Znajduje się między przedmurzem oraz wyspą, oddzielając od siebie te struktury. Biegnąc ku górze, przechodzi w środek półowalny, a ku dołowi – w istotę białą płata skroniowego i dolnej części płata czołowego. Zawiera głównie włókna kojarzeniowe.

## Dodatkowe ilustracje

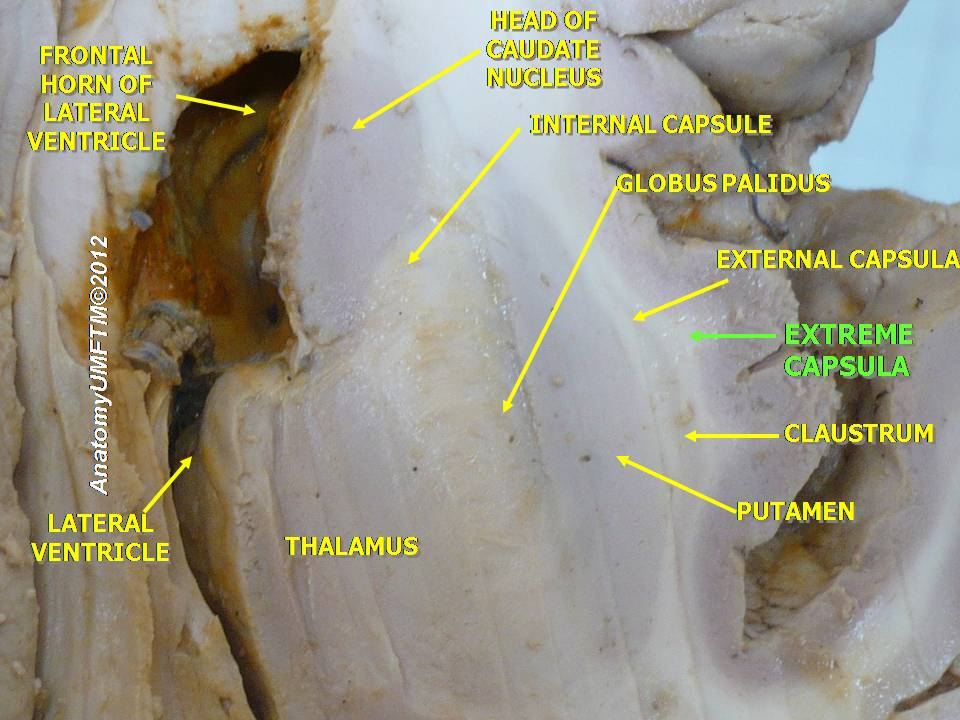
Przekrój sekcyjny mózgowia z torebką ostatnią zaznaczoną zieloną strzałką.
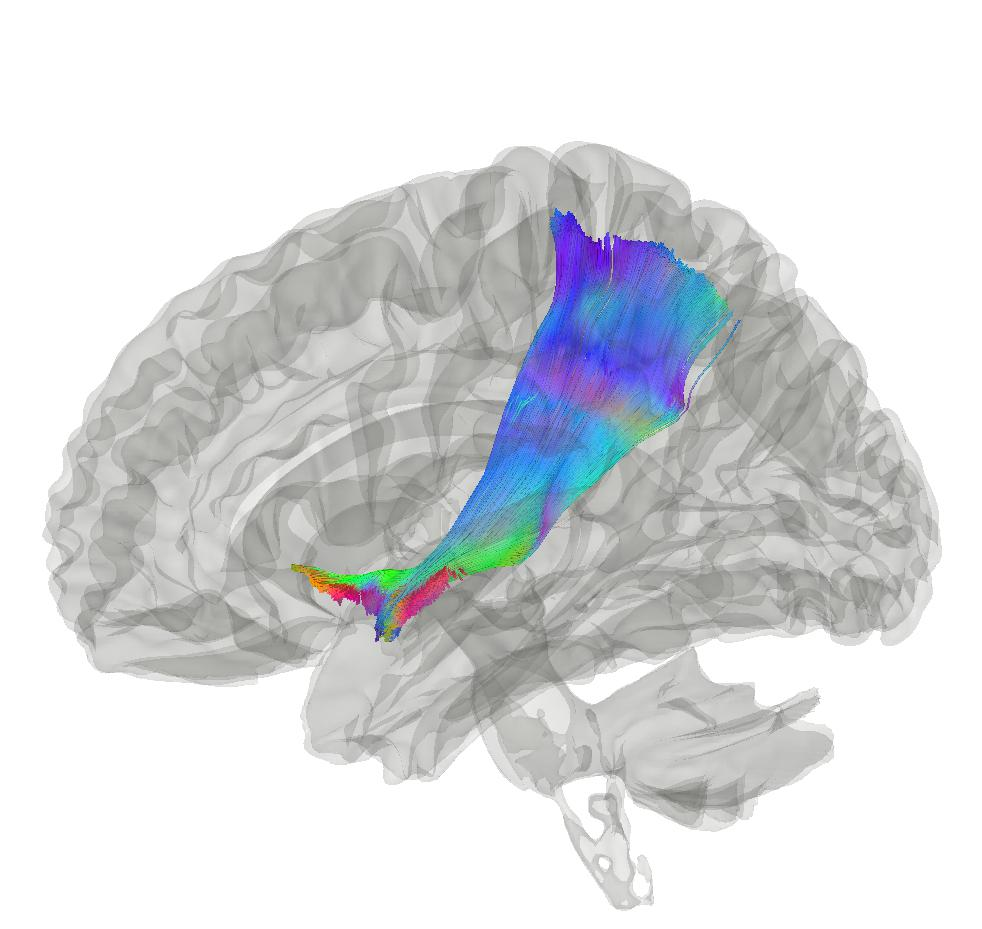
Traktografia istoty białej ukazująca włókna nerwowe przebiegające przez torebkę ostatnią.